# Provincia Midlands, Zimbabwe
Midlands este o provincie (diviziune de gradul I) în partea centrală a statului Zimbabwe. Reședința este orașul Gweru.

## Districte
Provincia are un număr de 7 districte:
- Chirumhanzu
- Gokwe
- Gweru
- Kwekwe
- Mberengwa
- Shurugwi
- Zvishavane